# Три боје звука
Три боје звука је српска музичка телевизијска емисија која се приказује на Радио-телевизији Србије од 24. новембра 2014. године.
Уредница емисије је Јелена Влаховић, а аутор сценарија је музичар Дејан Цукић. У прве три сезоне водитељ емисије био је глумац Бојан Перић, а од четврте ту улогу је преузела глумица и певачица Кристина Јовановић..

## Ток емисије

### Прва сезона
У свакој епизоди гостовала су по три извођача из области домаће поп и рок музике који су певали и свирали по три песме уживо и причали о свему што их веже за музику и колико им се приватни живот разликује од приватног живота других људи. Поред наступа и прича домаћих аутора, емисија је доносила и вести о актуелностима са светске музичке сцене.

### Друга сезона
И у другој сезони, концепција је остала иста, а новитет су били ретро видео прилози у којима су биле приказиване личности, емисије и догађаји којима су постављени темељи рокенрола на овим просторима.

## Списак епизода

### Прва сезона
У првој сезони термин емисије био је понедељком од 22:00 на Првом програму РТС-а. Редитељ је био Игор Басоровић.
| Бр. епизоде | Датум емитовања    | Гости                                                        |
| ----------- | ------------------ | ------------------------------------------------------------ |
| 1           | 24. новембар 2014. | Рибља чорба · С.А.Р.С. · Тања Јовићевић и Октобар            |
| 2           | 1. децембар 2014.  | · Земља грува ·                                              |
| 3           | 8. децембар 2014.  | Неверне бебе · Плејбој · Бане Лалић и МВП                    |
| 4           | 22. децембар 2014. | Влатко Стефановски трио · Никола Чутурило · Јелена Томашевић |
| 5           | 5. јануар 2015.    | Кики Лесендрић и Пилоти · Невена Божовић · Ничим изазван     |
| 6           | 12. јануар 2015.   | Електрични оргазам · Дејан Цукић · Мари Мари                 |
| 7           | 19. јануар 2015.   | ЈУ група · Александра Ковач · Кристали                       |
| 8           | 26. јануар 2015.   | Ана Станић · Сергеј Ћетковић ·                               |
| 9           | 2. фебруар 2015.   | Васил Хаџиманов бенд · Зана ·                                |
| 10          | 9. фебруар 2015.   | Галија · Сви на под! · Тања Бањанин                          |
| 11          | 16. фебруар 2015.  | · Александра Радовић ·                                       |
| 12          | 23. фебруар 2015.  | · Викторија                                                  |
| 13          | 2. март 2015.      | Ракила · Јарболи · Сара Јо                                   |
| 14          | 9. март 2015.      | Фрајле · Марчело · Дадо Топић                                |
| 15          | 16. март 2015.     | Кербер · Канда, Коџа и Небојша · ЗАА                         |
| 16          | 23. март 2015.     | ·                                                            |
| 17          | 30. март 2015.     | Тијана Дапчевић · Врело · Синестезија                        |
| 18          | 6. април 2015.     | Вива вокс · · Феуд                                           |
| 19          | 13. април 2015.    | Сања Илић и Балканика · & · Марко Мандић                     |
| 20          | 20. април 2015.    | Парни ваљак · Вила Филозофина · Зона Б                       |
| 21          | 4. мај 2015.       | Џа или Бу · Ђура и морнари ·                                 |
| 22          | 11. мај 2015.      | Бојана Стаменов · Јован Маљоковић ·                          |

У последње две епизоде, емитоване 18. и 25. маја, су били приказани бест-оф наступи из прве сезоне.

### Друга сезона
Друга сезона је отпочета 15. октобра 2015, а у прве четири епизоде су приказани бест-оф наступи из прве сезоне по жанровима. Прва редовна епизода из друге сезоне емитована је 12. новембра 2015. године. У овој сезони термин емисије био је четвртком у 22:00 на Првом програму РТС-а, а дужности редитеља обављао је Петар Станојловић.
| Бр. епизоде | Датум емитовања    | Гости                                                                                 |
| ----------- | ------------------ | ------------------------------------------------------------------------------------- |
| 23          | 12. новембар 2015. | Партибрејкерс · Ивана Петерс · Ана Софреновић и Сергеј Трифуновић са Биг бендом РТС-а |
| 24          | 26. новембар 2015. | Прљави инспектор Блажа и Кљунови · Ева Браун · Ти                                     |
| 25          | 3. децембар 2015.  | ЈУ група · Саша Васић ·                                                               |
| 26          | 17. децембар 2015. | · Ана Ћурчин · Ритам нереда                                                           |
| 27          | 21. јануар 2016.   | · Бенд Ане Штајдохар · Артан Лили                                                     |
| 28          | 28. јануар 2016.   | Атомско склониште · Кал · Самостални референти                                        |
| 29          | 4. фебруар 2016.   | Калиопи · Оливер Катић · Оружјем противу отмичара                                     |
| 30          | 11. фебруар 2016.  | Деца лоших музичара · Тијана Богићевић · Вампири                                      |
| 31          | 18. фебруар 2016.  | Хладно пиво · Борис Режак                                                             |
| 32          | 25. фебруар 2016.  | · С.А.Р.С. · Лена Ковачевић                                                           |
| 33          | 31. март 2016.     | Влада Маричић и Тања Јовићевић са Меџик саунд оркестром · Шкртице · и Рамбо Амадеус   |
| 34          | 14. април 2016.    | · Владо Георгиев ·                                                                    |
| 35          | 21. април 2016.    | · Маја Сар ·                                                                          |
| 36          | 2. мај 2016.       | · Сања Вучић · Дубиоза колектив                                                       |
| 37          | 19. мај 2016.      | · Лорна Винг · Дингоспо Дали                                                          |
| 38          | 2. јун 2016.       | Марио Бјонди · Неверне бебе · Мина Матијашевић етно џез оркестра                      |

### Трећа сезона
Трећа сезона је отпочета 18. октобра 2016. године. Емисија се премијерно приказивала уторком од 21:45 на Другом програму РТС-а. Репризни термин био је недељом од 23:30 на Првом програму РТС-а. Режија је на почетку сезоне била поверена Миодрагу Коларићу, али касније га је заменила Милица Солдатовић Микић.
| Бр. епизоде | Датум емитовања    | Гости                                                  |
| ----------- | ------------------ | ------------------------------------------------------ |
| 39          | 18. октобар 2016.  | · Данијел Кајмакоски                                   |
| 40          | 1. новембар 2016.  | Генерација 5 ·                                         |
| 41          | 8. новембар 2016.  | Краљ Чачка · Кики Лесендрић и Пилоти · ТХЦ ла фамилија |
| 42          | 15. новембар 2016. | Кристина Бранко · Васил Хаџиманов бенд · Марко Луис    |
| 43          | 22. новембар 2016. | Казна за уши · Дивље јагоде · Земља грува              |
| 44          | 29. новембар 2016. | Бети Ђорђевић · ЛП дуо · Рамбо Амадеус                 |
| 45          | 13. децембар 2016. | Велики презир · Коља и гробовласници ·                 |
| 46          | 20. децембар 2016. | Стерео банана · Јелена Томашевић                       |
| 47          | 10. јануар 2017.   | Галија · Неозбиљни песимисти · Дегенеза                |
| 48          | 17. јануар 2017.   | Слађана Милошевић · Човек вук · ВИС Лимунада           |
| 49          | 24. јануар 2017.   | Канда, Коџа и Небојша · · Гифт                         |
| 50          | 31. јануар 2017.   | Никола Врањковић · Ничим изазван · Маниви              |
| 51          | 7. фебруар 2017.   | · Ирена Благојевић ·                                   |
| 52          | 14. фебруар 2017.  | Каролина Гочева · Александар Седлар                    |
| 53          | 21. фебруар 2017.  | · · Биг бенд РТС                                       |
| 54          | 28. фебруар 2017.  | · Дејан Цукић и Спори ритам бенд                       |
| 55          | 7. март 2017.      | Шкртице · Марчело и Напети квинтет ·                   |
| 56          | 14. март 2017.     | Обојени програм · Репетитор ·                          |
| 57          | 21. март 2017.     | Сања Илић и Балканика · Љубичице ·                     |
| 58          | 28. март 2017.     | · Исказ · Невена Божовић                               |
| 59          | 4. април 2017.     | ·                                                      |

### Четврта сезона
Четврта сезона је отпочета 6. марта 2020. године. Емисија се премијерно приказивала петком од 23:00 на Првом програму РТС-а. Од ове сезоне водитељка је била Кристина Јовановић, а режију је потписивала Милица Солдатовић Микић.
| Бр. епизоде | Датум емитовања | Гости                                           |
| ----------- | --------------- | ----------------------------------------------- |
| 60          | 6. март 2020.   | Бајага и инструктори · Софија Кнежевић · Кика   |
| 61          | 13. март 2020.  | · Марко Луис · Дејан Цукић и Спори ритам бенд   |
| 62          | 20. март 2020.  | · Смоке Мардељано · Јурица Пађен и Аеродром     |
| 63          | 27. март 2020.  | Александра Ковач · Буч Кесиди · Ђорђе Миљеновић |
| 64          | 3. април 2020.  | Бјесови · Др Неле Карајлић · Артан Лили         |
| 65          | 10. април 2020. | Александра Радовић · Бане Лалић и МВП · Драм    |
| 66          | 24. април 2020. | Елементал · · Вива вопс                         |
| 67          | 1. мај 2020.    | Никола Пејаковић Коља · Љубичице                |
| 68          | 8. мај 2020.    | Краљ Чачка · Тијана Богићевић · Ничим изазван   |
| 69          | 15. мај 2020.   | · Никола Врањковић ·                            |